# The Sweetest Condition
«The Sweetest Condition» es una canción del grupo inglés de música electrónica Depeche Mode compuesta por Martin Gore y publicada en el álbum Exciter de 2001.

## Descripción
Es uno de los temas con mayor cualidad blues de DM, al estar sentado en la crudeza sonora de la guitarra eléctrica de Martin Gore, lo cual puede resultar paradójico pues el blues se basa en el sonido orgánico, sin embargo este tema de DM resulta sumamente pesado y triste en un modo muy áspero, como en los estándares del tradicional blues.
Además, el tema está perfectamente aderezado con una base de sintetizador como contrapunto a las cuerdas de la guitarra, la cual no sólo las trastoca como ya habían experimentado en temas pretéritos sino que las complementa convirtiendo ambos elementos en un solo sonido pesado pero consistente.
Las estrofas las canta David Gahan también en una forma muy blues, mientras en los coros Martin Gore lo secunda para hacer oír éstos aún más pesados, y es en los coros en donde realmente se vuelve más triste al hacer una alegoría sobre situaciones irremediables, oportunidades perdidas y vulnerabilidad.
Al respecto cabe destacar la curiosidad de que Martin Gore siempre ha inspirado buena parte de su obra en música blues, y de hecho declaró sobre «The Sweetest Condition» que era el tipo de canción que siempre había querido hacer, aunque es debido mencionar que la guitarra por momentos suena también propia de música country, pues tal vez Gore quiso darle una orientación muy norteamericana, el lugar en donde se originó verdaderamente el blues. Como siempre, una canción ambigua e irresoluble.
Sobre el minimalismo que algunas revistas atribuyeron al álbum Exciter por la mano de Mark Bell, «The Sweetest Condition» no tiene nada de minimalista, excepto quizá el inicio consistente en una modulación aguda que se sostiene hasta que comienza la punzante guitarra, que al poco se complementa con una percusión en un modo por demás redundante en su calidad blues.
Aunque pueda parecer con tal conjunto de elementos un tema áspero o hasta agresivo, en realidad es muy triste, un acongojado lamento por el amor de una mujer, tal vez por un amor no correspondido, la pasión más grande que puede perder a un hombre y dejarlo indefenso. El sentido meramente varonil que tiene es debido a que en la segunda y la tercera estrofas menciona un vestido y una falda, una clarísima referencia a una mujer, mientras en la última estrofa menciona estar engrilletado y limitado por el sonido de una voz, por deducción la voz de una mujer; el estado de estupor al que puede llevar a un hombre una mujer.
En el álbum se encuentra grabada después del tema «Shine», una canción bastante opuesta en su planteamiento musical, pues esta es totalmente sintética si bien líricamente con un ligero parecido, pero se encuentra continuada después de esta, hilándolas como si fueran una sola pieza.

## En directo
La canción, como la mayoría de las canciones de los últimos álbumes de DM, estuvo presente sólo durante el correspondiente Exciter Tour, en donde era el segundo tema de cada concierto, por lo cual se tocó en todas las fechas. La interpretación se hacía igual que como aparece en el álbum, aunque alzando aún más el acompañamiento sintético, y tornando el segundo puente poco más extenso, permitiéndose Martin Gore un solo de guitarra algo más prolongado utilizando un E bow el cual también utiliza en las presentaciones en directo de Walking in My Shoes
- Datos: Q5490237